# Volume7
『Volume7』（ボリュームセブン）は、RococoWorksが制作したアダルトゲーム。RococoWorksのアドベンチャーゲームの第1作目。通称『ぼるしち』。カップリングは固定で十丸＆梗香、八代＆さくら、龍護＆琴良の3組を中心に物語は展開する。
2007年にTarte（活動停止）より発売された『カタハネ』と同一のスタッフにより制作された。なお開発当初は「Vol.7」の仮称で公開されていたが、2008年2月17日のWebサイトオープンに伴い現在の名称に変更された。

## ストーリー
ある日突然、世界各地にドームがあらわれ見えない壁により行き先が阻まれ人々は混乱に陥る。しかし不思議な現象はそれだけにとどまらずに、ドーム内の環境は100年前の状態となっていた。
スフィア化現象に襲われた街奈々浜市。この奇妙な現象を調べるために、ドーム内を報道する新人レポーター紀野梗香と調査機構より派遣された常盤十丸。二人はドームの中で人々と出会い、そしてどのような真実を知ることになるのだろうのか。

## 世界観
外世界（アウターヘヴン）と内世界（インナードーム）に分かれる。外世界は十丸や梗香らが居た世界。さまざまな組織が内世界への支援や独自の調査を行っている。内世界はスフィア化によって何故か100年前に時間が戻ってしまった世界。大正から昭和初期の香りのする古めかしい建物と風景の中で人々は穏やかに生活している。
二つの世界は見えない壁に阻まれているが、何らかの手段で往来が可能になっている。交換交流制度があったりなどかなり交流が盛んに行われている。

## 外世界の各団体
治安管理局（ウェヌス）
SOL（中央政府）直轄の治安維持を行う組織。
犯罪の未然防止や法に抵触している者への警告、そして逮捕などを目的とし、いわば警察のポジションに当たる。
内世界問題については、境界管理と治安にあたっており、担当は特別監査部という部署。
登場人物の中では尾上龍護らが所属。
内世界調査局（ユピテル）
SOL（中央政府）が各分野の学者や技術者から適任を選抜し、対策チームを結成させて始まった内世界問題を専門に調査や研究している公共組織で現在は奈々浜のスフィア現象が中心的な調査対象。
登場人物の中では常盤十丸らが所属。
情報通信局（テルス）
SOL（中央政府）に迎合しない中立姿勢をとる国際的電信ネットワークの組織。学生の雇用も行っている。
高性能の言語変換（翻訳）装置を利用し、わずかなタイムラグのみで正確な情報を各国へ電信通達を可能とする。
登場人物の中では紀野梗香、濱あざみらが所属。
企業連合体（メルクリウス）
各分野の最先端技術を持つ企業が加盟している団体で、異種の技術に対する理解を深め、新たな方面へと進出する道を模索するのが目的。
公共三局へは技術支援の名目で特殊機材等を提供している。
自然主義団体（マルス）
世界的に普及しつつあるブレス（未来予測）に危機感を覚え、行き過ぎる情報管理社会を止めようと考えた人々が集結した民間の団体。
登場人物の中では辻占八代らが所属。

## 登場人物

### メインキャラクター
紀野 梗香（きの きょうか）
声：五行なずな
一人称：私 身長：149cm 3サイズ：73(A)/55/75 血液型：A型 誕生日：3月7日（魚座）
当作品のヒロインその一。奈々浜の様子を外の世界に知らせるためにやってきた学生新人レポーター。元気とやる気は人一倍だが失敗しやすい。
常盤 十丸（ときわ とおまる）
声：TOMA
一人称：オレ 身長：166cm 体重：54kg 血液型：B型 誕生日：7月9日（蟹座）
奈々浜を調査をする学生。梗香と協力することを約束し、カメラマン役となる。お金の使い方が苦手。
道明寺 さくら（どうみょうじ さくら）
声：成瀬未亜
一人称：アタシ 身長：158cm 3サイズ：82(C)/59/84 血液型：A型 誕生日：2月6日（水瓶座）
ヒロインその二。琴良の家に居候している少女。食べることが大好き。八代の絵のモデルになる約束をしていたが忘れている。自称幽霊。よく体を浮かせたり透かせたりする。
辻占 八代（つじうら やしろ）
声：竹内幸輔
一人称：僕 身長：178cm 体重：63kg 血液型：A型 誕生日：4月2日（牡羊座）
売れない絵描き。絵のモデルになる約束をして姿を消したさくらを追い、違法に内世界にやってきた。絵画は好きだが彫刻は苦手。
菊下 琴良（きくした ことら）
声：羽戸まつの
一人称：わたし 身長：162cm 3サイズ：80/58/83 血液型：B型 誕生日：6月14日（双子座）
ヒロインその三。交換留学生として外世界に出るはずだった米屋の娘。龍護に助けられ、彼に恋してしまい決心が揺らぐ。
尾上 龍護（おがみ りゅうご）
声：西野真人
一人称：自分 身長：185cm 体重：79kg 血液型：A型 誕生日：11月11日（蠍座）
密命を帯びて内世界へとやってきた監察官。活動拠点として菊下米店に下宿することになる。

### サブキャラクター
浅瀬 茉莉（あさせ まり）
声：桃井いちご
一人称：私 身長：154cm 3サイズ：84(D)/56/83 血液型：O型 誕生日：1月5日（山羊座）
琴良と入れ替わるはずだった交換留学生の女の子。予定が狂ったが外世界には戻らずに内世界の茶屋でバイトを始める。趣味はつまみ食いだが家事全般が得意な家庭的な面も。
深見 由梨絵（ふかみ ゆりえ）
声：芹園みや
一人称：ワタシ 身長：163cm 3サイズ：81(B)/59/82 血液型：O型 誕生日：8月15日（獅子座）
十丸、梗香を教えていた外世界の教師。人手不足のためあらゆる教科を一人で受け持っている。
辻占 リョウコ（つじうら リョウコ）
声：理多
一人称：ウチ 身長：99cm 3サイズ：10年後に期待（と公式ホームページに記載） 血液型：AB型 誕生日：10月16日（天秤座）
八代の妹。十丸を気に入り着いて回るようになった。梗香をライバル視しており、ちょっとだけ嫌い。兄の八代の絵を下手だと思っている。変な関西弁を使用する。
辻占 仙道（つじうら せんどう）
声：黒瀬鷹
一人称：私 身長：188cm 体重：78kg 血液型：AB型 誕生日：12月3日（射手座）
八代とリョウコの父。自称「大企業のコンサルタント」。
濱 あざみ（はま あざみ）
声：風音
一人称：私（放送時は「ワタクシ」） 身長：165cm 3サイズ：85(C)/61/82 血液型：A型 誕生日：9月14日（乙女座）
新人の梗香を気にかけているベテランキャスター。ゴキブリが苦手で失神するほど。
ヴァレンティナ
声：かわしまりの
一人称：私 身長：174cm 3サイズ：92(E)/61/86 血液型：B型 誕生日：5月19日（雄牛座）
めったに姿を見せない謎多き学園長。学園については由梨絵に任せっきり。

## 制作スタッフ
- 原画：笛
- シナリオ：J-MENT
- 制作統括：CF-X
- CG全般：らすく

## 主題歌
オープニングテーマ「Perfect World」
作・編曲：Blueberry & Yogurt / 歌：Rita
エンディングテーマ「Beautiful Scenery」
作・編曲：Blueberry & Yogurt / 歌：Rita
挿入歌「0の軌跡」
作詞：紺野比奈子 / 作曲：松本慎一郎 / 歌：観月あんみ

## 自主回収
2008年10月24日に初回版が発売されたが、製品データ内にソフ倫の審査基準に違反する表現があったとして、2008年10月28日に自主回収を発表した。問題の画像は、通常プレイでは表示されないものであるが、インターネット上のフリーソフトを使えば、簡単に抽出できるものであった。それから約2ヶ月後の12月26日に修正版が発売された。